# قصعين ياباني
قصعين ياباني (الاسم العلمي: Salvia japonica) هو نوع نباتي يتبع جنس القصعين من فصيلة الشفوية.